# Michaił Gołowinkin
Michaił Iwanowicz Gołowinkin, ros. Михаил Иванович Головинкин (ur. 10 września 1908 we wsi Wołchożki w tulskiej guberni, zm. ?) – radziecki wojskowy (major), dowódca 2 Batalionu Rosyjskiej Narodowej Armii Ludowej, batalionu 700 Wschodniego Pułku Specjalnego Przeznaczenia, jednego z Batalionów Wschodnich, a następnie 3 Pułku Piechoty 2 Dywizji Piechoty Sił Zbrojnych Komitetu Wyzwolenia Narodów Rosji podczas II wojny światowej, emigracyjny działacz monarchistyczny.
Ukończył 5-klasową szkołę we wsi Griszowy. W połowie października 1930 r. został zmobilizowany do Armii Czerwonej. Służył w 241 Pułku Strzeleckim. W styczniu 1933 r. ukończył połączoną szkołę piechoty im. Lenina, po czym został dowódcą plutonu 143 Pułku Strzeleckiego. Od marca tego roku dowodził plutonem 4 Pułku Strzeleckiego. W maju 1934 r. objął dowództwo plutonu szkoły pułkowej 143 Pułku Strzeleckiego. Od grudnia tego roku dowodził kompanią pułku. W 1937 r. awansował do stopnia porucznika. W październiku 1939 r. został dowódcą pododdziału szkoleniowego okręgowych kursów młodszych komisarzy politycznych. Od stycznia 1940 r. dowodził kompanią w smoleńskiej szkole wojskowo-politycznej. Pod koniec sierpnia tego roku w stopniu kapitana objął dowództwo batalionu 392 Pułku Strzeleckiego.
Jesienią 1941 r. jako major dostał się do niewoli niemieckiej. Przebywał w obozie jenieckim pod Smoleńskiem. W sierpniu 1942 r. wstąpił do Rosyjskiej Narodowej Armii Ludowej (RNNA). Od października tego roku dowodził 2 batalionem RNNA. Po przeformowaniu RNNA w 700 Wschodni Pułk Specjalnego Przeznaczenia w lutym 1943 r., został dowódcą jednego z jego batalionów. Brał udział w walkach z partyzantami w rejonie Mohylewa we wrześniu – październiku tego roku. Po przeniesieniu pułku do okupowanej Francji pod koniec 1943 r., stanął na czele jednego z rosyjskich ostbatalionów. Latem 1944 r. brał udział w walkach z wojskami alianckimi w Normandii. Jesienią 1944 r. na czele resztek batalionu wycofał się do Niemiec. Od stycznia 1945 r. dowodził 3 Pułkiem Piechoty 2 Dywizji Piechoty płk. Grigorija A. Zwieriewa. W lutym tego roku awansował na podpułkownika. 9 maja wraz z dywizją poddał się Amerykanom.
Przebywał w kilku obozach jenieckich. Uniknął repatriacji do ZSRR. W 1947 r. wyjechał do Argentyny, gdzie współtworzył monarchistyczny Związek Andrzeja Apostoła. Po pewnym czasie z powodu konfliktów z kierownictwem organizacji opuścił ją, przechodząc do innego stowarzyszenia emigracyjnego. Dalsze jego losy są nieznane.